# 藤真秀
藤真秀（日语：／ Fuji Shinshū，1965年8月1日—）是日本东京都出身的演员及聲優。目前隶属于三木制作。

## 人物
- 模特出身，曾經是渡瀬恒彦的跟隨助理，後來以演員身份加入藤村俊二的O'hyoi&Sons事務所。之後為了學習僧侶的方式而離開演員行業，不過仍有以個人身份參與演出。往後加入了三木製作事務所，以聲優身份活躍，主要是外國電視劇和電影的配音。
- 電影以丹尼爾·基克的作品聲演占多數。
- 動畫方面，長年聲演路人角色，直至JoJo的奇妙冒險黃金之風動畫裡演出里蘇特·涅羅一角開始冒名。

## 出演作品

### 電視動畫
2007年
- 魯邦三世 霧之迷

2009年
- 蒼天航路（韓當）

2010年
- COBRA THE ANIMATION（KING）
- 逆轉監督（綠川宏）

2011年
- 「C」（中年男子）
- 惡魔奶爸（早乙女禪十郎）

2012年
- 超速變形螺旋傑特（真壁、山尻）

2014年
- （蓋爾・崔密緹斯特斯・拿古）

2015年
- 魯邦三世 PART IV（珀西瓦爾·吉本斯）

2016年
- 魯邦三世 義大利遊戲（珀西瓦爾·吉本斯[1]）

2017年
- 碧藍幻想（代理人）

2018年
- JoJo的奇妙冒險 黃金之風（里蘇特・涅羅）

2020年
- 七大罪 眾神的逆麟（錢德勒）
- 聽我的電波吧（麻藤兼嗣）[2]

2021年
- 七大罪 憤怒的審判（錢德勒）

2023年
- Buddy Daddies 殺手奶爸（諏訪重毅）
- 魔術士歐菲 流浪之旅 聖域篇（艾爾曼卡）
- 勇者赫魯庫（辛恩）

2024年
- 殺手寓言（宇津帆玲[3]）

### 劇場版動畫
2010年
- TRIGUN Badlands Rumble

2019年
- 鋼彈Reconguista in G I 去吧!核戰機（蓋爾法皇）

2020年
- 鋼彈Reconguista in G II 貝爾利進擊（蓋爾法皇）

2021年
- 鋼彈Reconguista in G III 來自宇宙的遺産（蓋爾法皇）

2022年
- 鹿王（歐菲）

2024年
- 机动战士GUNDAM_SEED_FREEDOM（瓦尔特·德拉门特）

### OVA
2008年
- 魯邦三世 GREEN vs RED	（三上警部）

2015年
- 機動戰士鋼彈 THE ORIGIN（薩士郎·薩比[4]）

### 網路動畫
2023年
- PLUTO ～冥王～（蓋吉特[5]）

### 吹替

#### 電視/電影
| 作品年份 | 作品名稱             | 配演角色                            | 演員               | 媒介備註                   |
| -------- | -------------------- | ----------------------------------- | ------------------ | -------------------------- |
| 2005     | 魔幻羅盤             | 艾塞列公爵                          | 丹尼爾·基克        | 朝日電視台版               |
| 2006     | 新鐵金剛智破皇家賭場 | 007/占士·邦                         | 丹尼爾·基克        | 朝日電視台/DVD新收錄特別版 |
| 2008     | 新鐵金剛之量子殺機   | 國王唱片/DVD新收錄特別版 BS JAPAN版 | 丹尼爾·基克        |                            |
| 2011     | 兇宅藏私             | Will                                | 丹尼爾·基克        | 影碟版本                   |
| 2012     | 新鐵金剛：智破天凶城 | 007/占士·邦                         | 丹尼爾·基克        | 公映/影碟版本              |
| 2015     | 007：惡魔四伏        |                                     | 丹尼爾·基克        | 公映/影碟版本              |
| 2007     | 充氣娃娃之戀         | 格斯                                | 保羅·施耐德        | 影碟版本                   |
| 2008     | 蝙蝠俠：黑夜之神     | 蝙蝠俠/布斯·韋恩                    | 基斯頓·比爾        | 朝日電視台版               |
| 2009     | 倚天屠龍記           | 楊逍                                | 吳曉東             | 影碟版本                   |
| 2010     | 人·神·魔戰           | 珀爾修斯                            | 森·禾霍頓          | 公映/影碟版本              |
| 2010     | 未來警察             | 周志豪                              | 劉德華             | 影碟版本                   |
| 2011     | 新少林寺             | 侯傑                                | 劉德華             | 影碟版本                   |
| 2012     | 狂·神·魔戰           | 珀爾修斯                            | 森·禾霍頓          | 公映/影碟版本              |
| 2015     | 性本惡               | Sauncho Smilax                      | 班尼西歐·狄奧·托羅 | 影碟版本                   |
| 2016     | 墮落                 | 保羅·斯佩克特                       | 占美·杜倫          | 影碟版本                   |

### 遊戲
- 蝙蝠俠：阿卡漢騎士：蝙蝠俠/布斯·韋恩
- 刺客信條：叛變：Liam O'Brien
- 決勝時刻：黑色行動II：David Mason
- 樂高：驚奇超級英雄：雷神托爾
- 樂高：復仇者聯盟：雷神托爾
- 審判之眼：死神的遺言：海藤正治
- 審判之逝：湮滅的記憶：海藤正治